# Барле-Нассау
Барле-Нассау (нід. Baarle-Nassau) — громада в нідерландській провінції Північний Брабант. За статистичними даними від березня 2014 року, населення комуни — 6626 людина. До складу Барле-Нассау входить нідерландська частина села Барле, розділеного між Бельгією та Нідерландами. Крім Барле до складу муніципалітету входять села Улікотен та Кастелре.
Загальна площа — 76,36 км², густота населення — 88 чол/км².

## Кордон з Барле-Гертог

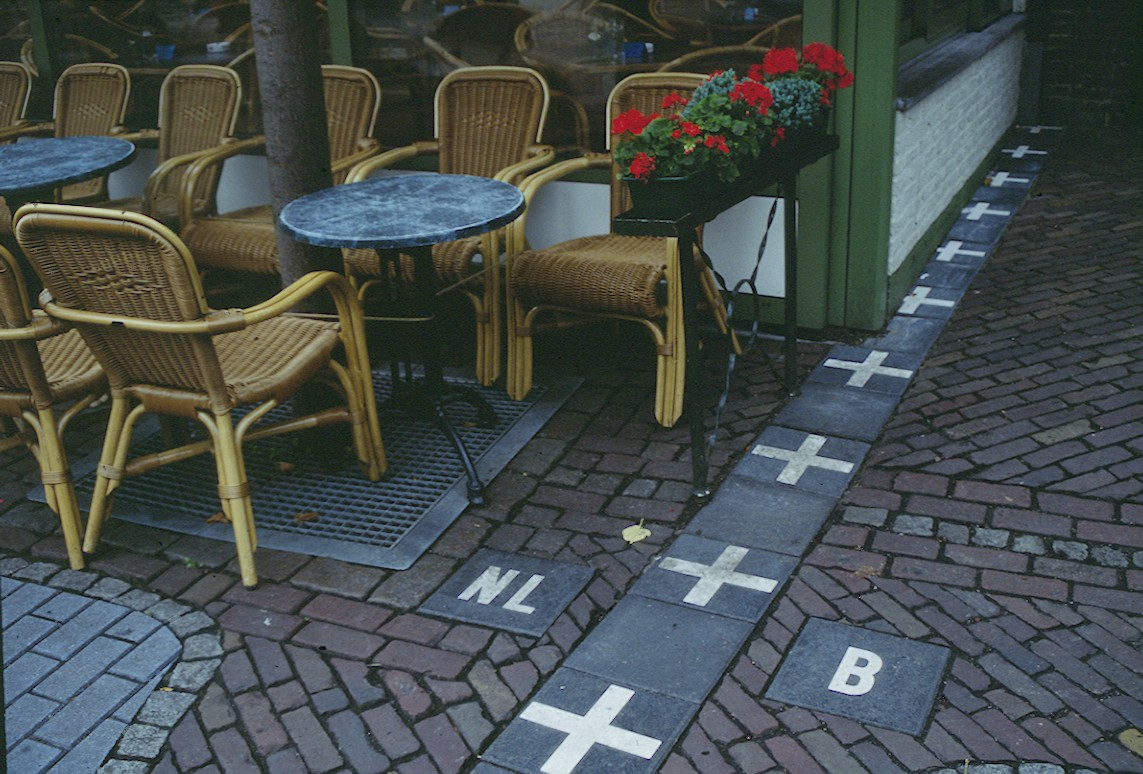
Прикордонне кафе, у якому поміж столиками пролягає кордон між Бельгією та Нідерландами

Жовтим позначена бельгійська територія

Примітним є державний кордон між Барле-Гертог і Барле-Нассау, який перетинає квартали і окремі будинки.
Ситуація, коли окремі будинки виявляються перерізані державним кордоном, виникла, коли за нідерландським законодавством ресторани повинні були закриватися рано. Тоді господарі ресторанів стали розміщуватися на кордоні і під час «закриття» переміщаючи клієнтів на столики з бельгійської сторони.
Такий складний кордон виник в результаті багаторічних угод між правителями Бреди та герцогами Брабанта, пов'язаних з відмінностями в законодавствах. Кордон був закріплений Маастрихтською угодою 1843 року.

## Цікаві факти
Ситуація, коли державний кордон проходить через місто, розділяючи квартали і окремі будинки, обіграна в фільмі «Закон є закон».